# Графство Пьяченца
Графство Пьяченца (лат. comitatus) входило в состав франкского королевства Италия. Его центром был древний и обнесённый стеной город Пьяченца (лат. Placentia), расположенный в месте слияния рек Треббия и По, чуть ниже по течению от королевской столицы Павии. Большую часть территории графства занимали Апеннинские горы. Его границы примерно соответствовали границам современной провинции Пьяченца.
Франки завоевали Лангобардское королевство в 774 году. Первый франкский король Карл Великий учредил в Италии графства по франкскому образцу. Первого упомянутого в источниках графа Пьяченцы и единственного, известного по времени правления Карла Великого, звали Ароин или Аровин.
3 июня 870 года император Запада Людовик II пожаловал своей супруге Ангельберге монастырь Сан-Пьетро в графстве Пьяченца вместе с семью поместьями для поддержки деятельности монастыря Сан-Систо, который она недавно основала в стенах Пьяченцы. В 874 году Людовик II передал под её контроль и системой акведуков в графстве, а также право на получение некоторого количества строительных материалов и сооружение канала .
На территории графства Пьяченца располагалось старое и богатое аббатство Боббио, его настоятели часто конфликтовали с графами. В 929 году в Павии состоялся большой суд над несколькими дворянами из Пьяченцы, обвинёнными в присвоении земель аббатства. Среди этих подсудимых были граф Рагинер и его брат епископ Гуй, а также будущий граф Пьяченцы Гандульф.
В 997 году император Оттон III передал сам город Пьяченца и территорию вокруг него в радиусе одной мили от его стен из-под юрисдикции графа Пьяченцы епископа Пьяченцу, которым в то время был Зигфрид. Примерно в 1000 году самым крупным собственником земли в графстве был сын Гандульфа Бозо, владевший 18 поместьями, большинство из которых имели замки. Они находились на западе графства, от Апеннин до реки По. Управлял своими владениями Бозо из города Ниббьяно.
В 1065 году графом Пьяченцы являлся её епископ, местный дворянин по имени Денис. Во время борьбы за инвеституру и григорианских реформ он поддержал императора Генриха IV, выступив против папы Григория VII, которого поддерживала местная патария. В 1075 году Григорий VII низложил Дениса. Последнее упоминание о графе Пьяченце относится к 1078 году. Самое позднее в 1095 году при поддержке папы и в союзе с Миланом была создана автономная коммуна.

## Список графов
Указанные даты в списке не обязательно являются началом и концом правления того или иного графа Пьяченцы. Точные даты зачастую неизвестны. Нумерация графов часто отражает их нумерацию в контексте их семей, то есть указывает не на их порядок среди одноимённых графов Пьяченцы, а среди членов своих аристократических семей с таким же именем .
- Ароин (799)
- Аманд (до 832 г.)
- Вифред I[итал.]  (843–870)
- Рамбер (до 872 г., возможно, до 843 г.)
- Ричард[итал.] (876–879)
- Адальгис II[итал.] (880–890)
- Ильдегер (890)
- Зигфред[итал.] (892–904)
- Вифред II[итал.] (911–922)
- Рагинер (929)
- Гандульф[англ.] (930–931), также маркиз
- Рипранд I (962–976)
- Ланфранк I (999–1009)
- Уго (1012?–1017? )
- Ланфранк II (1017–1021)
- Адальберт I[итал.] (1028–1033)
- Адальберт II (1049)
- Рипранд II (1049)
- Райнальд (1055)
- Денис (1065–1075), также епископ
- Вифред III[итал.] (1078)